# Jean Collet (écrivain)
Pour les articles homonymes, voir Jean Collet et Collet.
Jean Collet est un écrivain français, théoricien du cinéma et professeur des universités, né le 3 mars 1932 à Pau et mort le 11 novembre 2020,, à Puteaux.

## Biographie
Né à Pau, Jean Collet poursuit ses études à Paris, à l'École technique de photographie et de cinéma de la rue de Vaugirard (devenue ENS Louis Lumière), et à l’université Paris-Sorbonne, où il suit une licence de philosophie. Il y découvre notamment l’œuvre de Gaston Bachelard, qui sera l’un de ses grands inspirateurs.
Il est journaliste à Télérama de 1959 à 1971, aux Cahiers du cinéma de 1961 à 1968 et, à partir de 1965, critique de films à la revue Études,. Parallèlement, il anime des ciné-clubs dans toute la France et à l'étranger, dans le cadre de l'Alliance française.
Il écrit de nombreux ouvrages sur le cinéma. Il est, en particulier, le premier à consacrer, dès 1963, une monographie à Jean-Luc Godard publiée aux éditions Seghers dans la collection « Cinéma d'aujourd'hui ».
En 1976, il soutient à Paris VII une thèse pour le doctorat de 3e cycle sur les films de François Truffaut. Le jury est composé de Henri Agel, Roland Barthes, Max Milner, Éric Rohmer et Jacques Seebacher, sous la direction de ce dernier. Il transforme sa thèse en un livre « rigoureux, universitaire, mais très libre », paru sous le titre Le Cinéma de François Truffaut (Pierre Lherminier, 1977). 
Il œuvra également à faire du cinéma une discipline à part entière dans les universités en créant l'enseignement du cinéma à Paris VII, en 1970, à l’université de Dijon, en 1972 et à l’université de Caen, en 1974. Professeur à l'université Paris-Descartes et au Centre Sèvres, il a collaboré à l'Institut national de l'audiovisuel (INA) puis au département Fictions d’Arte. Contributeur de nombreux articles de l’Encyclopædia Universalis, il a été conseiller pour le cinéma pour le département des dictionnaires et encyclopédies de Larousse.

## Conception du cinéma
La critique, avait coutume de dire Jean Collet, est l'art d'aimer, et le critique doit « défendre humblement et courageusement » ce qu'il aime,. Il aime le cinéma « parce qu'il est depuis son origine le grand art populaire de notre temps », guettant des films qui « l'arrachent » à sa « léthargie », à son « indifférence ».

## Ouvrages
- Jean-Luc Godard, Seghers, coll. « Cinéma d'aujourd'hui », 1963 — nouvelle éd. refondue 1974
- Le Cinéma en question : Rozier, Chabrol, Rivette, Truffaut, Demy, Rohmer, Éditions du Cerf, coll. « 7e Art », 1972
- Le Cinéma de François Truffaut, Pierre Lherminier, coll. « Cinéma permanent / La Mise en film », 1977
- François Truffaut, Pierre Lherminier, coll. « Le Cinéma et ses hommes », 1985 (ISBN 2-86244-046-9)
- La Création selon Fellini, José Corti, 1990 (ISBN 2-7143-0375-7)
- Jean Collet (dialogue avec Philippe Roger), Après le film, Lyon, Aléas, 1999 (ISBN 2-84301-009-8)
- John Ford, la violence et la loi, Éditions Michalon, coll. « Le Bien commun », 2003 (ISBN 2-84186-206-2)
- François Truffaut : La profondeur secrète d'une œuvre géniale, enfin révélée, Gremese, 2004
- Jean Collet (dialogue avec Michel Cazenave), Petite Théologie du cinéma, le Cerf, 2014 (ISBN 978-2-2041-0078-6)
- Jean Collet et Hervé de Bonduwe (Interviewer) (entretiens avec Hervé de Bonduwe), L'Art de voir un film, Hermann, coll. « Vert paradis », 2015, 171 p. (ISBN 978-2-705-68997-1, OCLC 906016950)

### Ouvrages collectifs
- Lectures du film, coll. « Ça cinéma », Éditions Albatros, 1977 ; rééd. 1985  (ISBN 2-7273-0057-3)
- La Nouvelle Vague, 25 ans après, coll. « 7e Art », Éditions du Cerf, 1983  (ISBN 2-204-02071-0)
- 100 films pour une cinémathèque idéale, présentés par Claude-Jean Philippe, éditions Cahiers du cinéma, 2008  (ISBN 978-2-86642-539-5)
- Tout sur François Truffaut, avec Oreste De Fornari, éditions Gremese, coll. « Tout sur les grands du cinéma », 2020  (ISBN 978-2-36677-237-1)
- François Truffaut. La leçon de cinéma, entretiens avec Jean Collet, Jérôme Prieur et José Maria Berzosa, édition établie par Bernard Bastide, Éditions Denoël, 2021  (ISBN 978-2-207-16398-6)